# Hippopsis meinerti
Hippopsis meinerti är en skalbaggsart som beskrevs av Aurivillius 1900. Hippopsis meinerti ingår i släktet Hippopsis och familjen långhorningar.
Artens utbredningsområde är:
- Costa Rica.
- El Salvador.
- Honduras.
- Nicaragua.
- Venezuela.

Inga underarter finns listade i Catalogue of Life.